# 시차 매핑
시차 매핑(Parallax mapping), 오프셋 매핑(offset mapping) 또는 가상 변위 매핑(virtual displacement mapping)은 비디오 게임과 같은 3D 렌더링 응용 프로그램에서 텍스처에 적용되는 범프 매핑 또는 법선 매핑 기술의 향상된 버전이다. 최종 사용자에게는 돌벽과 같은 텍스처가 더 뚜렷한 깊이를 가지므로 시뮬레이션 성능에 미치는 영향이 적으면서도 더 큰 현실감을 제공한다는 의미이다. 시차 매핑은 2001년 가네코 도모미치(Tomomichi Kaneko) 외에 의해 소개되었다.
시차 매핑은 본질적으로 2D 텍스처의 거칠거나 고르지 않은 표면을 "끌어내어" 3D 표면의 모양을 띠게 할 수 있는 방법이다. 기술적으로, 이것은 렌더링된 다각형의 한 지점에서 텍스처 좌표를 접공간에서의 시야각(표면 법선에 대한 각도)과 그 지점에서의 높이 맵 값의 함수로 변위시켜 구현된다. 더 가파른 시야각에서는 텍스처 좌표가 더 많이 변위되어, 시야가 변함에 따라 시차 효과로 인해 깊이감을 준다. 이 효과는 예를 들어 3D 내부를 위장하기 위해 창을 렌더링하는 데 일반적으로 사용된다.
가네코 도모미치 외에 의해 설명된 시차 매핑은 오클루전을 고려하지 않는 단일 단계 프로세스이다. 이후 알고리즘에 반복적인 접근 방식을 통합하여 오클루전 및 정확한 실루엣 렌더링을 허용하도록 개선되었다.

## 가파른 시차 매핑
가파른 시차 매핑(Steep parallax mapping)은 높이 필드에 대해 광선을 추적하는 알고리즘 클래스 중 하나이다. 이 아이디어는 높이 필드의 볼륨에 들어간 광선을 따라가며, 광선과 높이 필드의 교차점을 찾는 것이다. 이 가장 가까운 교차점이 높이 필드의 진정으로 보이는 부분이다. 릴리프 매핑과 시차 폐색 매핑은 이러한 기술의 다른 일반적인 이름이다.
간격 매핑(Interval mapping)은 릴리프 매핑에서 수행되는 일반적인 이진 검색을 개선하여 알려진 내부 및 외부 지점 사이에 선을 만들고, 전통적인 이진 검색에서와 같이 중간 지점을 사용하는 대신 이 선을 광선과 교차시켜 다음 샘플 지점을 선택한다.

## 같이 보기
- 시차 스크롤링